# København-Oslo
København-Oslo er en færgerute, som har været drevet siden 1866. Ruten går mellem København i Danmark og Oslo i Norge. De aktuelle skibe på ruten er M/S Pearl Seaways og M/S Crown Seaways, som sejler i pendulfart, sådan at der er daglige afgange fra begge byer. Skibenes hjemmehavn er Københavns Frihavn. 

## Historie
Forløberen for DFDS startede ruten i 1866.
Før havde ruten en anløbshavn i Helsingborg. Den blev nedlagt 15. oktober 2006.  
I foråret 2011 blev begge skibene malet mørkeblå med hvidt logo udvendigt, og Pearl of Scandinavia ændrede navn til M/S Pearl Seaways. Crown of Scandinavia blev sat i dok i starten af januar 2013 og fik da det nye navn, Crown Seaways. 
I foråret 2014 gennemgik skibene en omfattende renovering. Af nye faciliteter om bord er blandt andet nye luksuslukafer, nyt interiør og opgradering af restauranter, butikker og andre fællesområder. 
Fra 2019 bruges landstrøm i Oslo til at forsyne skibets havne-energiforbrug i stedet for dieselmotoren. Fra 2021 bruges det også i København. Det kan give 2,7 MW ved 10 kV, og har kostet 15 mio. kr.
Fra og med 25. juni 2020 anløbes Frederikshavn sidst på aftenen i begge retninger. Det er dog ikke muligt at rejse indenrigs.  
I 2023 havde ruten 700.000 passagerer og en omsætning på 0,9 mia kr.
Rederiet var DFDS Seaways indtil Gotlandsbolaget overtog ruten, de to skibe og 800 ansatte 1. november 2024, til en pris af 400 mio kr.

## Skibene

### Pearl Seaways
Pearl Seaways blev købt af DFDS i 2001 og havde sin første tur mellem København og Oslo 26. juni 2001. Skibet er det største på København-Oslo-ruten og har plads til 2.168 passagerer og 350 biler. Samme år fik skibet kasino ombord.

### Crown Seaways
Crown Seaways har sejlet på denne rute, siden skibet blev bygget i 1994. Skibet har plads til 2.044 passagerer og 450 biler.

## Ulykker og hændelser i rutens historie
Den eneste ulykke i nyere tid skete den 17. november 2010. Færgen M/S Pearl Seaways med det daværende navn Pearl of Scandinavia var på vej fra Oslo til København med ca. 550 passagerer ombord, da en ombygget elbil eksploderede på bildækket kl. 06.00 om morgenen. Eksplosionerne førte til en stor brand, som medførte, at flere biler og store dele af bildækket blev totalskadet. Ingen kom til skade ved ulykken, og skibet kunne fortsætte til København. Efter halvanden uge med reparationer var skibet tilbage på ruten. Efter ulykken blev det forbudt at oplade elbiler ombord på skibene.
Redningshelikopteren har flere gange hentet syge passagerer fra skibene, bl.a i 2024.

## Eksterne links
- DFDS Seaways - Skibe på ruten Oslo-København (norsk)
- DFDS Seaways - Om bord (norsk)